# Baltic 23

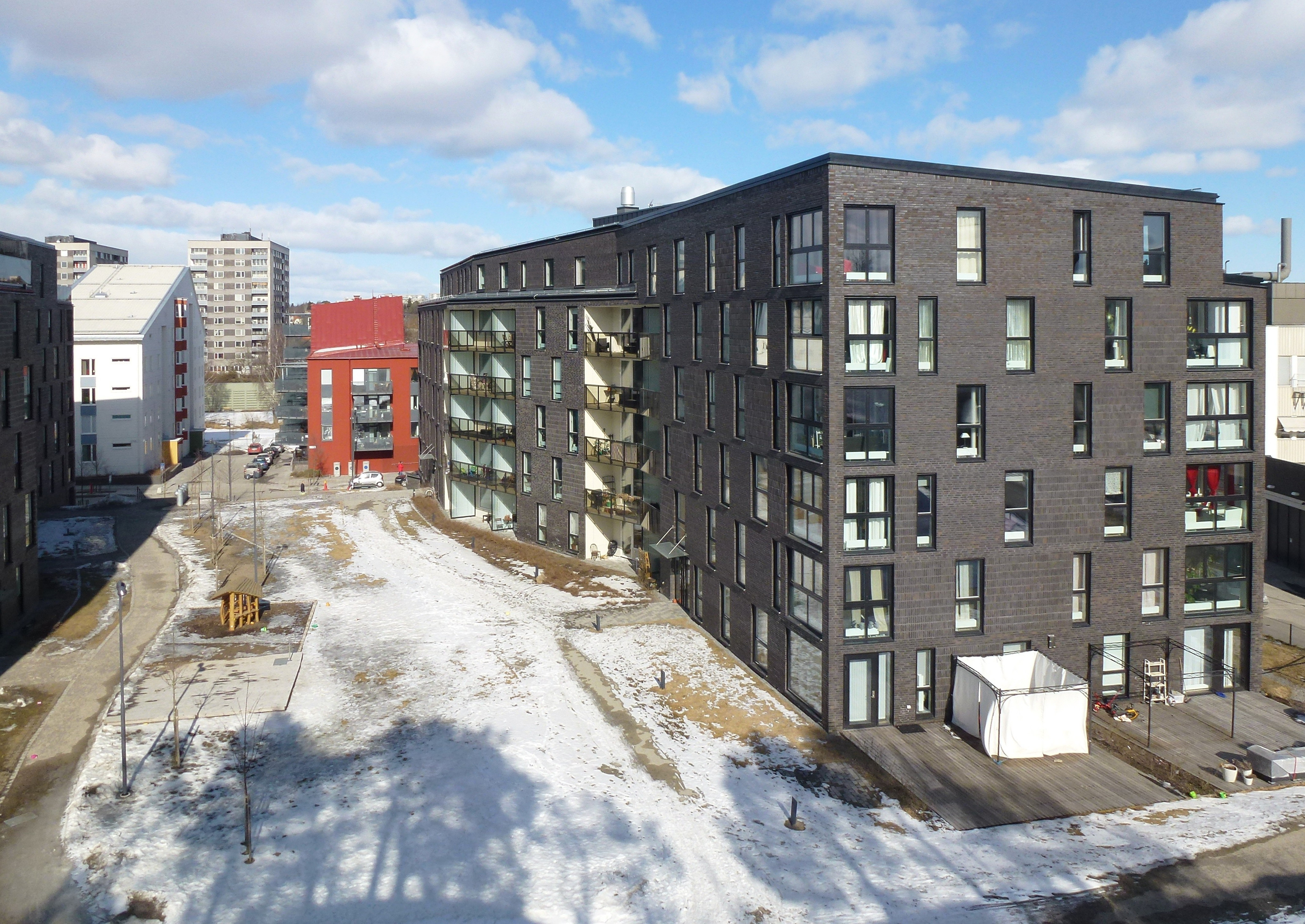
Baltic i mars 2013.

Baltic 21-23 är en bostadsfastighet i kvarteret Baltic vid Annedalsvägen i Annedal i Bromma, västra Stockholm. Den nya stadsdelen Annedal är för närvarande (2015) nästan färdigbyggd. Baltic 23 blev inflyttningsklar på sommaren 2011 och nominerades till Årets Stockholmsbyggnad 2012.

## Byggnadsbeskrivning
Baltic 21-23 består av tre parallella veckade lamellhus med fem våningar och en delvis indragen takvåning. Mellan husen anläggs parkområden. De tre husen är ritade av Kjellander och Sjöberg arkitektkontor och markanvisningen gick till Viktor Hanson (Baltic 21), Byggnadsfirman Erik Wallin AB (Baltic 22) samt Bonré Bygg och Fastigheter (sedermera Trifam Fastighets AB) (Baltic 23).
Baltic 23 var först färdigbyggd, huset innehåller 52 hyresrätter och inflyttning skedde 2011. Arkitekterna Kjellander & Sjöberg gav huset en fasad i mörkt, nästan svart blankt tegel och inbyggda/indragna balkonger.

## Bilder

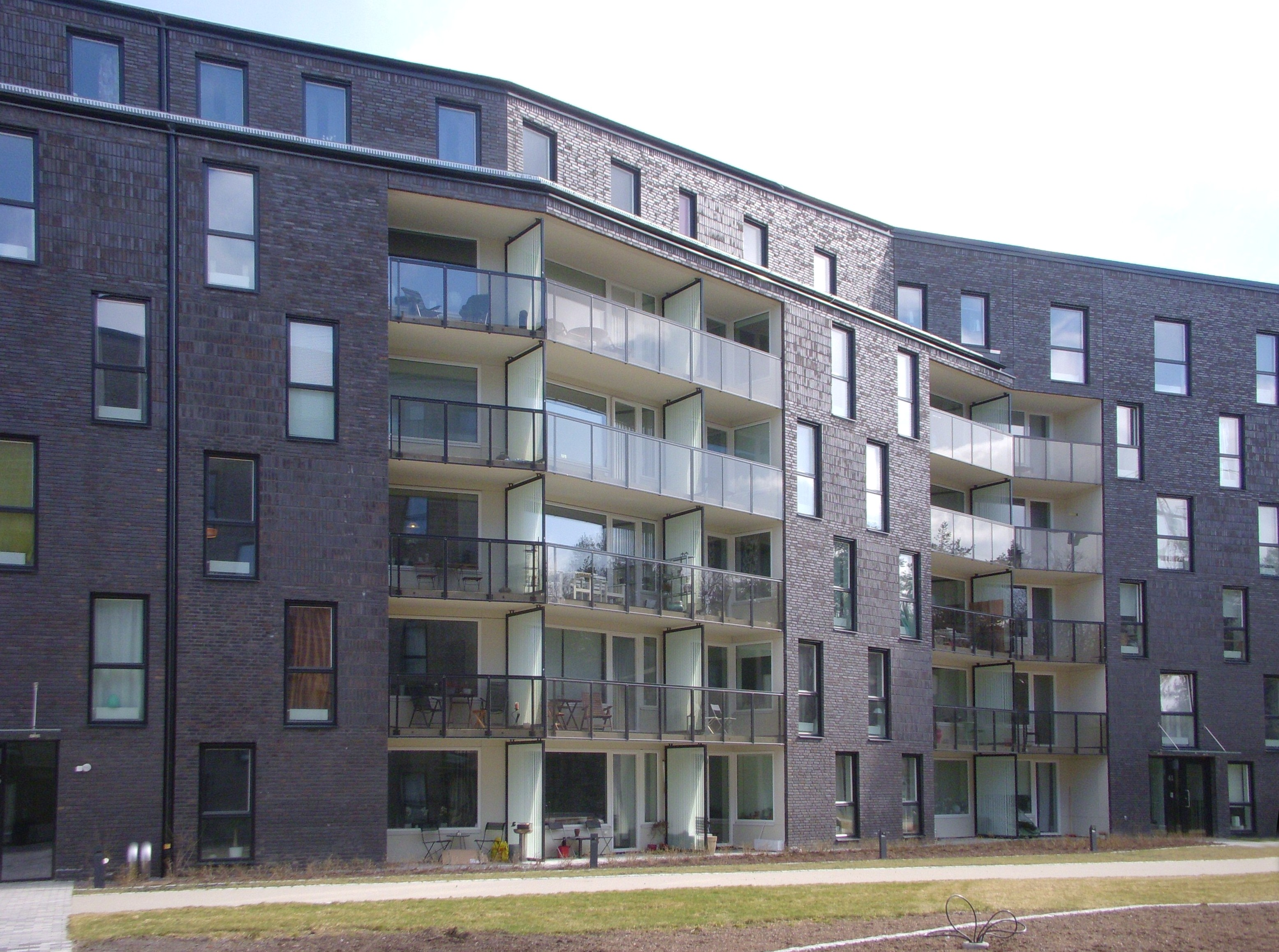
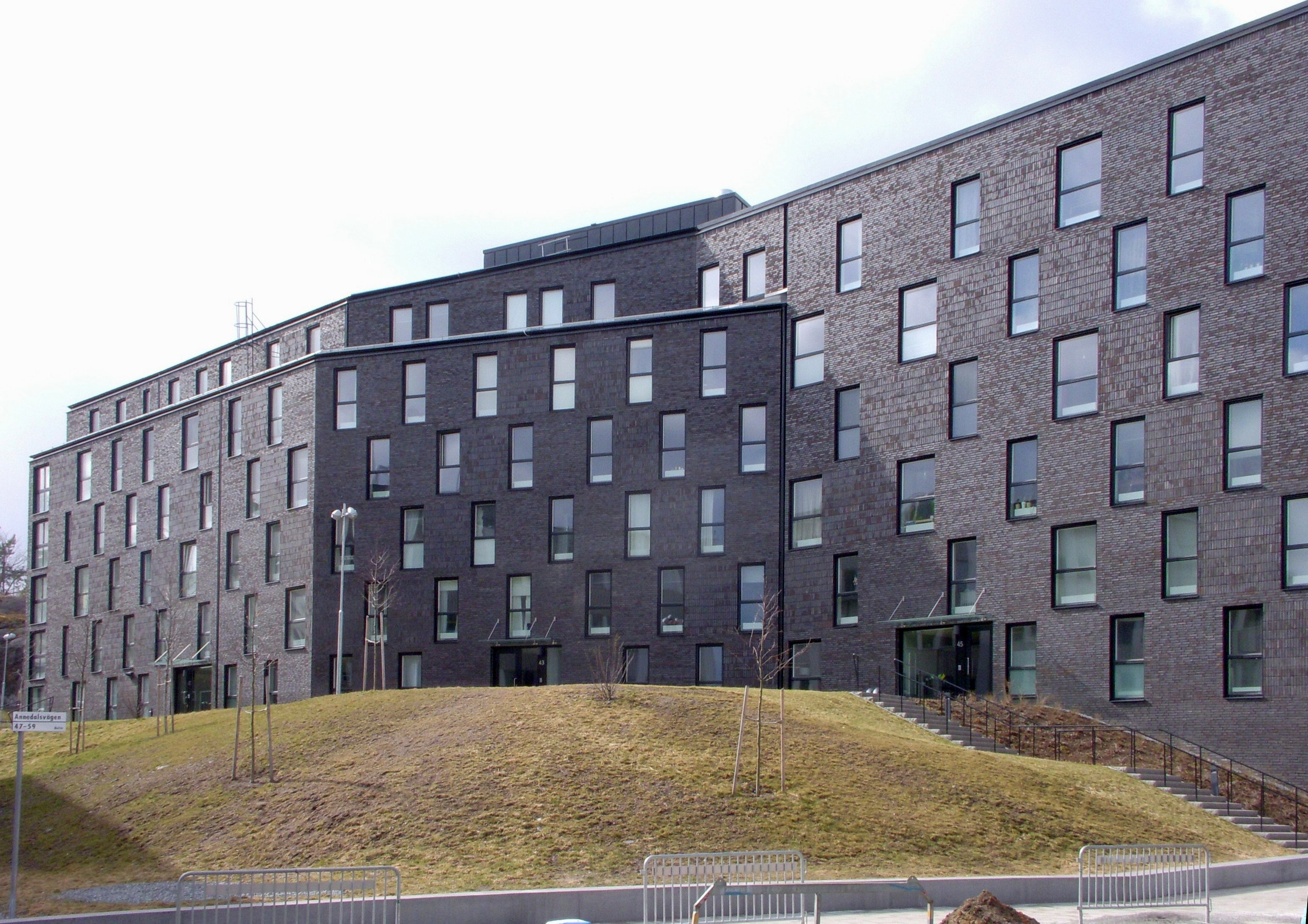
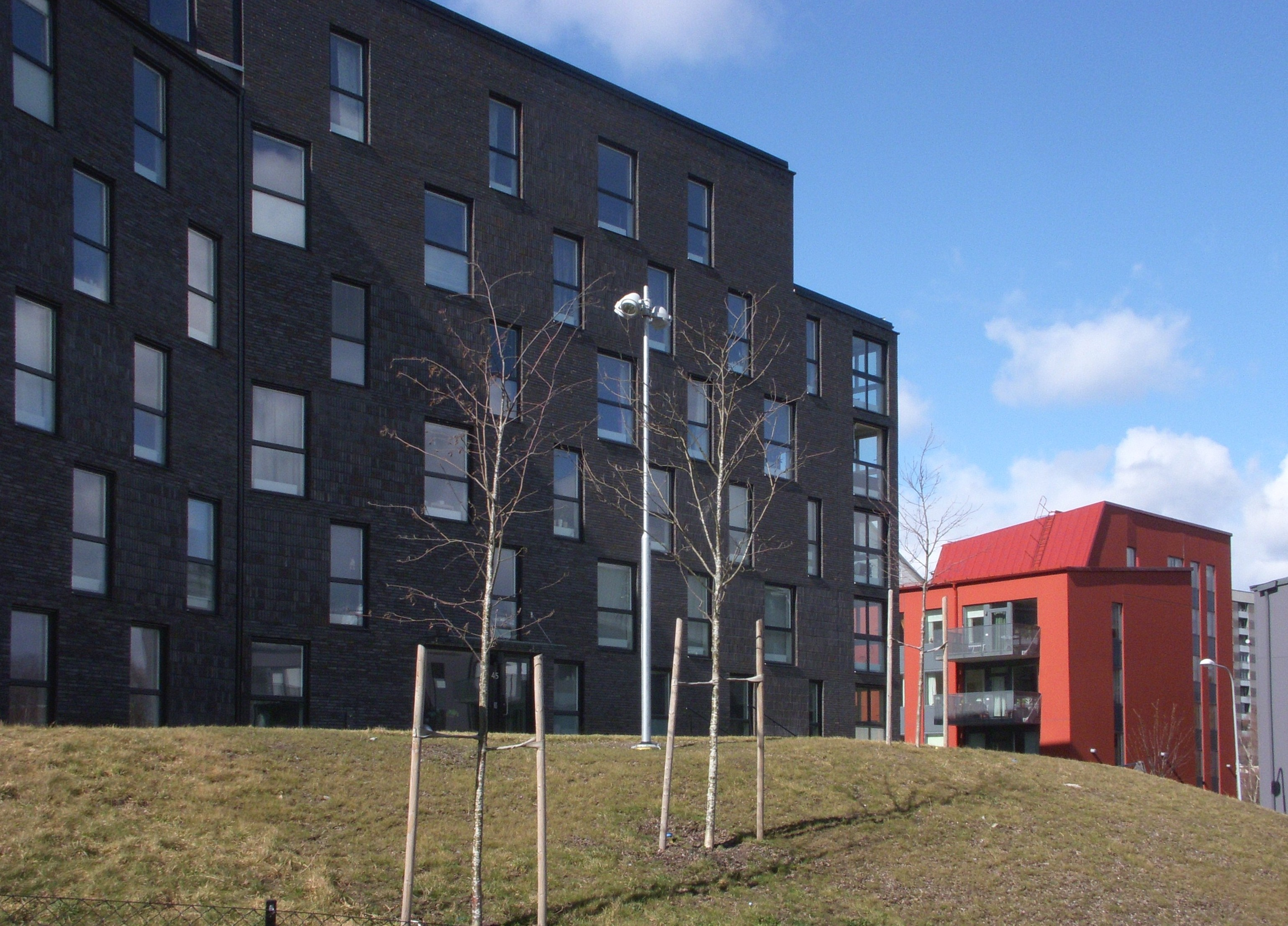
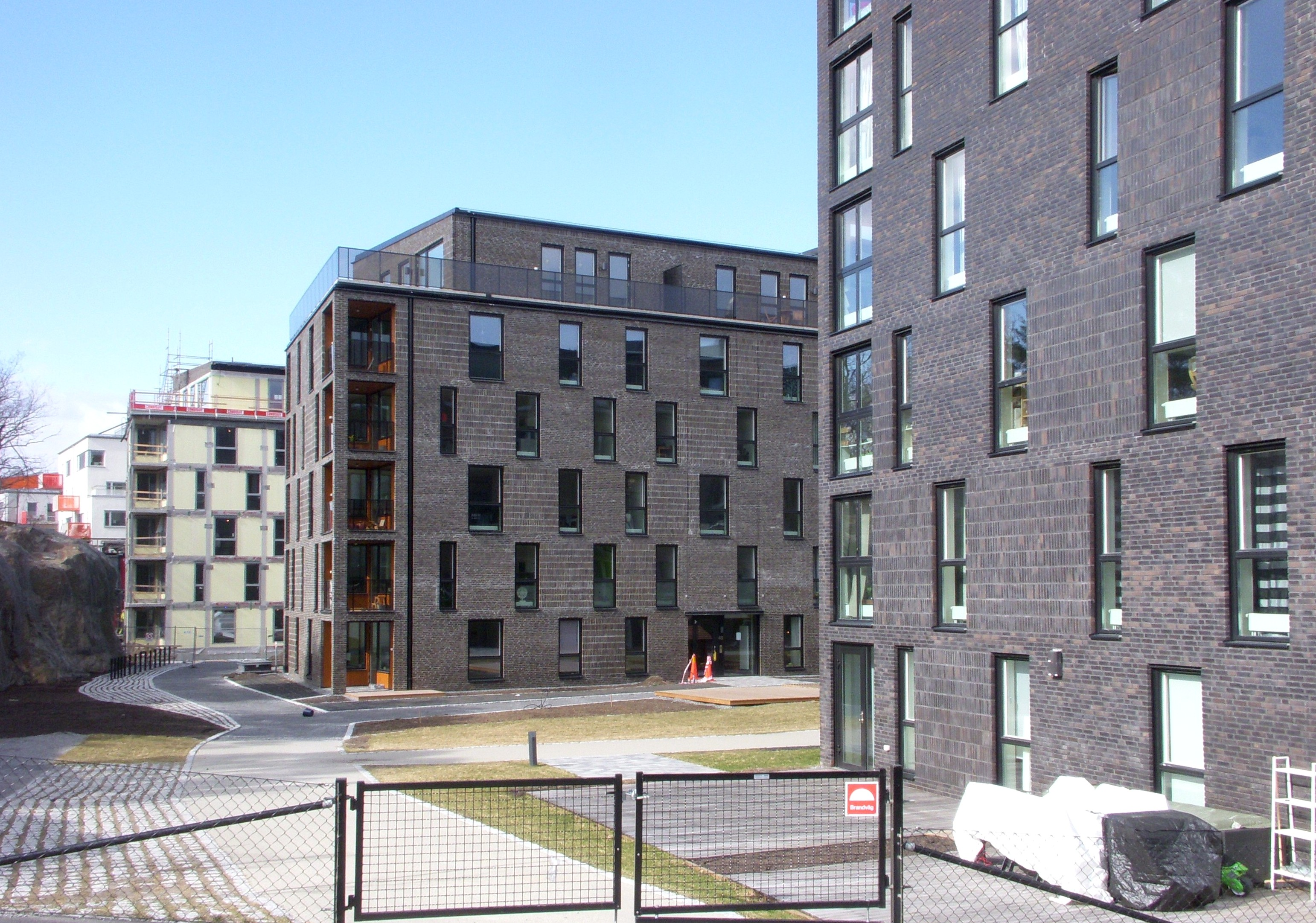